# Oskotz
Oskotz en basque (Oscoz en espagnol) est un village situé dans la commune d'Imotz dans la Communauté forale de Navarre, en Espagne. Il est doté du statut de concejo.
Oskotz est situé dans la zone linguistique bascophone de Navarre.

## Géographie
La partie basse d'Oskotz est organisée sur la voie royale. Il y a de belles maisons telles que Juantxenea, Maritonea, Barrantxea, Herrikoetxea, Urtzutegia et Etxeberria
.
En remontant la pente, des deux côtés de la route de Beunza, nous trouverons, entre autres, les maisons basques de Matxinea, Dindakoa, Zamargiñenezarra, Perutxenezarra, Eskaregia et Perutxeneberria. En plus de celles-ci sur le côté de la route, nous trouverons Zamargiñenea et Barabarnea.
L'église est située dans la partie haute de la ville, au-dessus du reste, et est du XIVe siècle. Elle est de style gothique bien qu'elle ait quelques parties du XVIIIe siècle. La porte d'entrée est l'une des connues que l'on puisse trouver dans les environs.
Les montagnes les plus connues d'Oskotz sont Markelburu, Eluso, Abrakoeta, Mugarriautsi et Lezedena.

## Économie
Dans cette ville se trouve l'une des rares coopératives de vaches laitières de Navarre. La Coopérative San Miguel de Aralar a maintenant plus de 40 ans. 1200 têtes de bétail et 1800 moutons paissent dans les prairies d'Oskotz.

## Langues
Cette commune se situe dans la zone bascophone de la Navarre dont la population totale en 2018, comprenant 64 municipalités dont Imotz, était bilingue à 60.8%, à cela s'ajoute 10.7% de bilingues réceptifs. En 2011, 53.2% de la population d'Imotz ayant 16 ans et plus avait le basque comme langue maternelle.

## Patrimoine

### Patrimoine religieux
- L'église paroissiale de San Kristobal (Saint Christophe)[5].
- L'ermitage de San Markos (Sainẗ Marc)[6].